# Lillie Elizabeth Drennan
Lillie Elizabeth Drennan (de soltera McGee; 9 de enero de 1897 - 10 de septiembre de 1974) fue una camionera y empresaria estadounidense. Fue cofundadora de Drennan Truck Line, miembro de la Asociación de Prensa de Mujeres de Texas y de la Asociación de Transporte de Texas en los Estados Unidos. Se la considera la primera mujer estadounidense en recibir una licencia de conducir camión y operar una empresa de camiones.

## Biografía
Nació en el Hospital John Sealy en Galveston, Texas. Su madre la dio en adopción poco después de nacer. Drennan fue adoptada por Francis Carolyn y Nicholse McGee. A los trece años abandonó la escuela y comenzó a trabajar como operadora telefónica. Unos años más tarde, contrajo escarlatina, lo que probablemente le provocó una pérdida casi total de la audición, obligándola a utilizar un audífono desde los veintidós años.
En marzo de 1928, ella y su segundo marido, Williard Ernest Drennan, formaron una empresa de camiones para aprovechar el auge petrolero cercano a Hempstead. Su negocio creció rápidamente y se necesitó un segundo camionero, y Lillie se convirtió en la conductora. Después de su divorcio en 1929, siguió siendo la única propietaria de Drennan Truck Line hasta 1934 y propietaria de una planta embotelladora de refrescos. Después de que la Comisión de Ferrocarriles comenzó a supervisar más de cerca el negocio del transporte motorizado, obtuvo una licencia de conducir camión en 1929. El tribunal examinador se mostró reticente a concederle la licencia por temor a que su discapacidad auditiva pudiera poner en peligro la seguridad del tráfico. Ella lo calificó como un sesgo de género y argumentó: "Si algún hombre puede batir mi récord, simplemente me iré de aquí".
Drennan Truck Line operó durante casi veinticuatro años, durante los cuales tuvo que defenderse de competidores y funcionarios que no creían que las mujeres fueran aptas para la profesión. Junto con sus conductores, la mayoría de los cuales eran afroamericanos, transportaron de todo, desde explosivos hasta bebidas, por todo el este de Texas, sobre todo tipo de terrenos. Lillie a veces conducía durante más de cuarenta y ocho horas sin dormir ni descansar, y sin embargo nunca tenía un accidente. Joe Carrington, un conocido asegurador de la Texas Transportation Company, escribió en 1946 que no conocía a ningún otro conductor de camión con un historial de seguridad comparable al de Lillie.
Recibió premios de seguridad de la Comisión de Ferrocarriles y de la Asociación de Transporte Motorizado de Texas. Durante la Segunda Guerra Mundial, el Ejército de los Estados Unidos reconoció el éxito de Lillie en su campaña de reclutamiento para atraer mujeres conductoras de camiones al Cuerpo de Intendencia. También demostró sus habilidades al volante como participante invitada en la carrera de obstáculos "Roadeo" en el recinto ferial estatal de Dallas en septiembre de 1950. A lo largo de su larga carrera, Lillie recibió atención de los medios en revistas, periódicos y transmisiones de radio.
En 1943, incluso visitó Hollywood, donde se iba a realizar una película basada en su vida, pero la producción nunca se llevó a cabo. El 17 de mayo de 1946, el Hempstead News le dedicó una edición especial, llamándola "una pionera del siglo XX que tiene todos los colores de Annie Oakley y que vive la vida de una mujer dura en el frente". La ciudad de Hempstead honró a Lillie con un banquete el día de Six-Shooter Junction, el 23 de mayo de 1946, al que asistieron personalidades como el jefe del Departamento de Texas, Homer Garrison, el director del Departamento de Seguridad Nacional y el futuro gobernador Beauford Jester.

## Actividad periodística
Lillie escribió artículos para Hempstead News sobre flores y su cultura, y en 1939 se convirtió en miembro de la Asociación de Prensa de Mujeres de Texas. También fue miembro de la Asociación de Transporte de Texas y miembro honorario de Houston Freight Carriers. También dio conferencias a estudiantes de la Universidad Prairie View A&M sobre sus experiencias en transporte.
Vendió su empresa en septiembre de 1952 y luego operó una tienda en la carretera estatal 290 en Hempstead.

## Muerte
Lillie Elizabeth Drennan murió el 10 de septiembre de 1974 en Hempstead y fue enterrada en el cementerio local.

## Vida personal
El 18 de diciembre de 1912, a la edad de quince años, se casó con William Barney Jackson, tuvo un hijo con él y se divorció en 1914. Estuvo casada en segundas nupcias con Willard Ernest Drennan desde el 17 de julio de 1917 hasta junio de 1929. Su último matrimonio, con S. B. Boulawar, duró de 1931 a 1943.

## Lectura adicional
- Bruce, Florence Guild (2013). Lillie of Six Shooter Junction: The Amazing Story of Lillie Drennan and Hempstead, Texas (en inglés). Literary Licensing, LLC. ISBN 978-1-258-88635-6.

- Datos: Q113654450
- Multimedia: Lillie Elizabeth Drennan / Q113654450